# Missão San Juan Capistrano

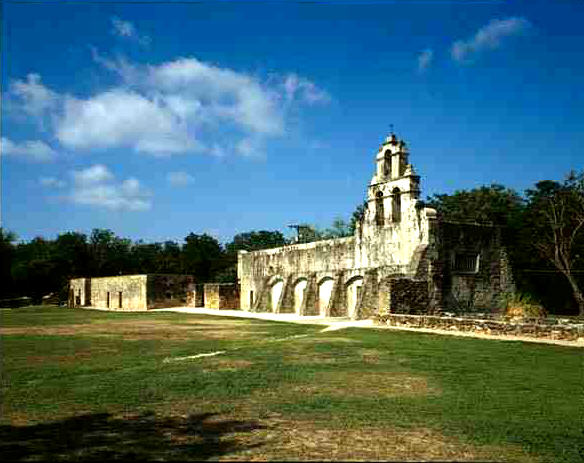

A Missão San Juan Capistrano (originalmente batizada em 1716 como La Misión San José de los Nazonis e localizada no leste do Texas) foi fundada em 1731 pelos espanhóis católicos da ordem franciscana, na margem oriental do rio San Antonio, onde hoje é o condado de Bexar, Texas.